# Breede
Breede nebo také Breë je řeka v Jihoafrické republice, dlouhá 337 km. Protéká územím provincie Západní Kapsko. Pramení v pohoří Boland u města Ceres a teče jihovýchodním směrem, vlévá se do Indického oceánu nedaleko města Witsand. Ústí tvoří estuár. Povodí Breede má rozlohu 12 600 km². Název pochází z afrikánského výrazu Breërivier (široká řeka).
Údolí řeky patří k nejvýznamnějším ovocnářským a vinařským oblastem JAR. Na přítocích Breede bylo vybudováno množství přehrad využívaných k zavlažování. Nejvýznamnějším městem v povodí řeky je Swellendam.
Řeka je vyhledávána turisty, především raftaři. Tvoří jižní hranici národního parku Bontebok, kde žije buvolec pestrý. Typickou místní rybou je parmička Burchellova, kterou však vytlačuje introdukovaný okounek černý. Na dolním toku řeky se vyskytuje žralok bělavý, který sem proniká z moře.